# Dél-Amerika történelme
Dél-Amerika történelme a nyugati félteke kontinensének múltját vizsgálja, elsősorban az elérhető írásos forrásokat, másodsorban az orális történeteket és hagyományokat, illetve a régészet által feltárt leleteket.
A kontinenst észak felől népesítették be az amerikai őslakók, akik évezredekig háborítatlanul fejlődtek. A 15. században megindult spanyol és portugál hódítás, majd kolonizáció ezt a fejlődést megszakította, a behurcolt betegségek, a nélkülözések és a gyarmatosítók kegyetlenkedései az őslakos népesség összeomlásához, számának nagymértékű csökkenéséhez vezetett. Az Atlanti-óceánon átívelő rabszolga-kereskedelem, elsősorban Brazíliában, jelentős fekete afrikai népesség megjelenéséhez vezetett, akik magukkal hozták saját kultúrájukat, hagyományaikat, zenéjüket.
A 16. századtól a 19. századig a kontinenst elsősorban a gyarmatosító hatalmak, az őslakosok, valamint a megszökött vagy felszabadult rabszolgák közötti feszültségek formálták. A 19. század során a dél-amerikai országok kivívták függetlenségüket Spanyolországtól és Portugáliától és a gyarmatok maradványain kialakuló nemzetállamok identitáskeresése további konfliktusokat szült. Számos háborút vívtak egymás között területért, nyersanyagokért vagy nemzeti presztízsért.
A 20. század során a kontinens számos országában katonai diktatúrák vették át a hatalmat, amelyeket csak a 20. vége felé váltottak fel a demokratikusan megválasztott kormányok.

## Prekolumbián civilizációk
Valamikor a két kontinens, Észak- és Dél-Amerika nem tartozott egybe. A mai Közép-Amerika helyén kb. 70 millió évvel ezelőtt tenger volt, Dél-Amerika önálló kontinenssziget volt. A földtörténeti harmadkor végén a tengerfenék emelkedni kezdett. Ez és a vulkáni működés alakította ki a mai Közép-Amerikát. Így kapcsolódott össze egymással a két különálló földrész.
Amerikában nem kerültek elő ősembermaradványok, és nincsenek emberszabású majmok sem. I. e. kb. 25000-től kezdődően mongoloid törzsek húzódtak Ázsiából a Bering-szoroson keresztül, több hullámban. Egyik részük keletre, egészen Grönland nyugati partjáig, másik részük délre vándorolt. Benépesítették Közép-Amerikát és Dél-Amerikát is. Életmódjuk kezdetleges volt: halászattal, vadászattal és gyűjtögetéssel szerezték meg táplálékukat. Azok a törzsek, melyek a hegyek fennsíkjaira kerültek, megtanulták a teraszos földművelést, házakat építettek fejlett társadalmi formában éltek. Ellenben azok a törzsek, amelyek lenn maradtak a síkságon, nem jutottak a primitívebb termelési módnál tovább. Nem építettek városokat, nem szerveződtek társadalommá, hanem megmaradtak törzsi közösség szintjén. Eszerint Dél-Amerika lakosságát két nagy csoportra osztjuk: ún. magas kultúrájú és természeti népekre.
A magas fokú indián kultúrák viszonylag szűk területre: Kolumbia, Ecuador, Peru és Bolívia magas fennsíkjaira, az Amazonas torkolatában fekvő Marajó szigetre és még néhány helyre korlátozódtak.

### Chavín, Tiahuanaco, Csimuk
Az Andok fennsíkjának két legrégibb magas kultúrája a Chavín- (i. sz. 400-600) és a bolíviai Titicaca-tó partjánál elterülő Tiahuanaco-kultúra (tiawanako) klasszikus korszaka (i. sz. 300-1000) volt. A perui partvidéken harmadik kultúrkörként a legjelentősebb a Chimu-kultúra. Képviselői a mai perui Trujillo, Lambayeque és más tengerközeli városok környékén éltek, jóval az inkák előtt.
A csimuk (chimuk) kultúrtörténeti jelentősége többek között abban rejlik, hogy gazdasági-társadalmi berendezkedésük majdnem pontról pontra fellelhető a későbbi inkáknál. Gazdálkodásuk alapja az intenzív földművelés volt, de szerepet kapott a zsákmányolás, így a vadászat és a halászat is. A társadalmi szervezet magja az ayllu, területi és származási kapcsok által összetartott családok közössége volt. Ez gazdaságilag falukommunát alakított, a földterület egy részét tulajdonában tartotta.

### Paracas-kultúra (i. e. 8 - i. sz. 1. század)
A Paracas-kultúra az i. e. 8. században Peru délnyugati partvidékén alakult ki. A legtöbb információt a Paracas-kultúra embereinek életéről a nagy kiterjedésű Holtak városa (Paracas Necropolis) régészeti feltárásából nyerték, amelyet 1950-ben a perui régész, Julio Tello fedezett fel. A nekropoliszban találtak olyan sírt, amely 40 múmiát is tartalmazott. Sokak véleménye szerint a nagy sírkamrák egy-egy család vagy klán tulajdonát képezték, s ide helyezték őseiket több generáción keresztül. Mindegyik múmia zsinórral volt rögzítve és több rétegű kelmébe csomagolva.
Kivételes szépségű, finom minőségű textíliáikat éppúgy használták államközi kompenzációs megállapodások, diplomáciai és katonai egyezségek megkötéséhez, mint fogadalmi felajánlásként vallásos ceremóniákhoz, illetve temetéseknél halotti lepelként.
Ezek a textíliák a gazdagságot és hatalmat szimbolizálták. Az uralkodók életük során nagy mennyiségű szőttest halmoztak fel és haláluk után ezeket velük temették el. Néhány vallási színhelyen az isteneknek is textíliát áldoztak, ami világosan kifejezi, milyen fontos volt a Paracas-emberek számára.
Az ásatások során előkerült egyes csontvázakon a koponyák erőteljes megnyújtását tapasztalhatjuk, amely az egyén közösségében elfoglalt státuszára utalt.
A Paracas-kultúra emberei alkalmazták az „agysebészet” egy kezdetleges formáját, a koponyalékelést. Mint a középkori orvosok, hitték, hogy a homlok véreztetése mindent gyógyít. A paracas doktor a koponya átfúrásával gyógyított fizikai traumát, és úgy tűnik pszichológiai rendellenességet is. Sok koponyán csontosodást találtak, ami azt bizonyítja, hogy a beteg túlélte az operációt. Persze lehetetlen megmondani, hogy a beavatkozás hogyan hatott a beteg fizikai vagy pszichikai állapotára.

### Tiahuanaco-kultúra (i. e. 3 - i. sz. 10. század)
Peru délkeleti, Bolívia keleti és Chile északi részén, mintegy a Titicaca-tavat körülölelve, egy másik partmenti kultúra jelent meg, amelyet Tiahuanaco-kultúrának nevezték el a tó déli partján levő fő ásatási színhelyről. Tiahuanaco fontos szertartási központ volt, nem igazi város, mert csak ünnepekkor keresték fel. Legnagyobb épületmaradványa a 15 méter magas piramis, leghíresebb építménye pedig a Nap-kapu, amelyet egy kőtömbből faragtak ki Virakocsa napisten tiszteletére.

### Mocsikák (i. sz. 1-8. század)
Észak-Peru vidékén létrejött kultúra. A mocsikák katonai erődítmény jellegű városállamot hoztak létre, élén katonákkal és papokkal. Öntözéses földművelést végeztek, fejlett volt a fazekasságuk, ötvösművészetük.

### Nazca-kultúra (i. sz. 4-9. század)
A Nazca-kultúra a Peru délnyugati partvidékén fekvő Nazca-fennsíkon alakult ki. Időben a Paracas-kultúrát követte, amely erős befolyást gyakorolt rá. Jól ismertek a Nazca-vonalak, amiket a Csendes-óceán menti sivatagos földbe vájtak, lekaparva a felső kavicsréteget. A bevésések különböző formákat adnak, főleg állatfigurák vehetőek ki, ez az állatok tiszteletére utal. Érdekes, hogy legjobban csak bizonyos magasság felett láthatóak egészben. Sok elmélet született a rendeltetésükre vonatkozólag, de a legvalószínűbb az, hogy öntözőcsatornaként szolgáltak, ugyanis vannak be- és kimeneti nyílásaik is.

### Inkák

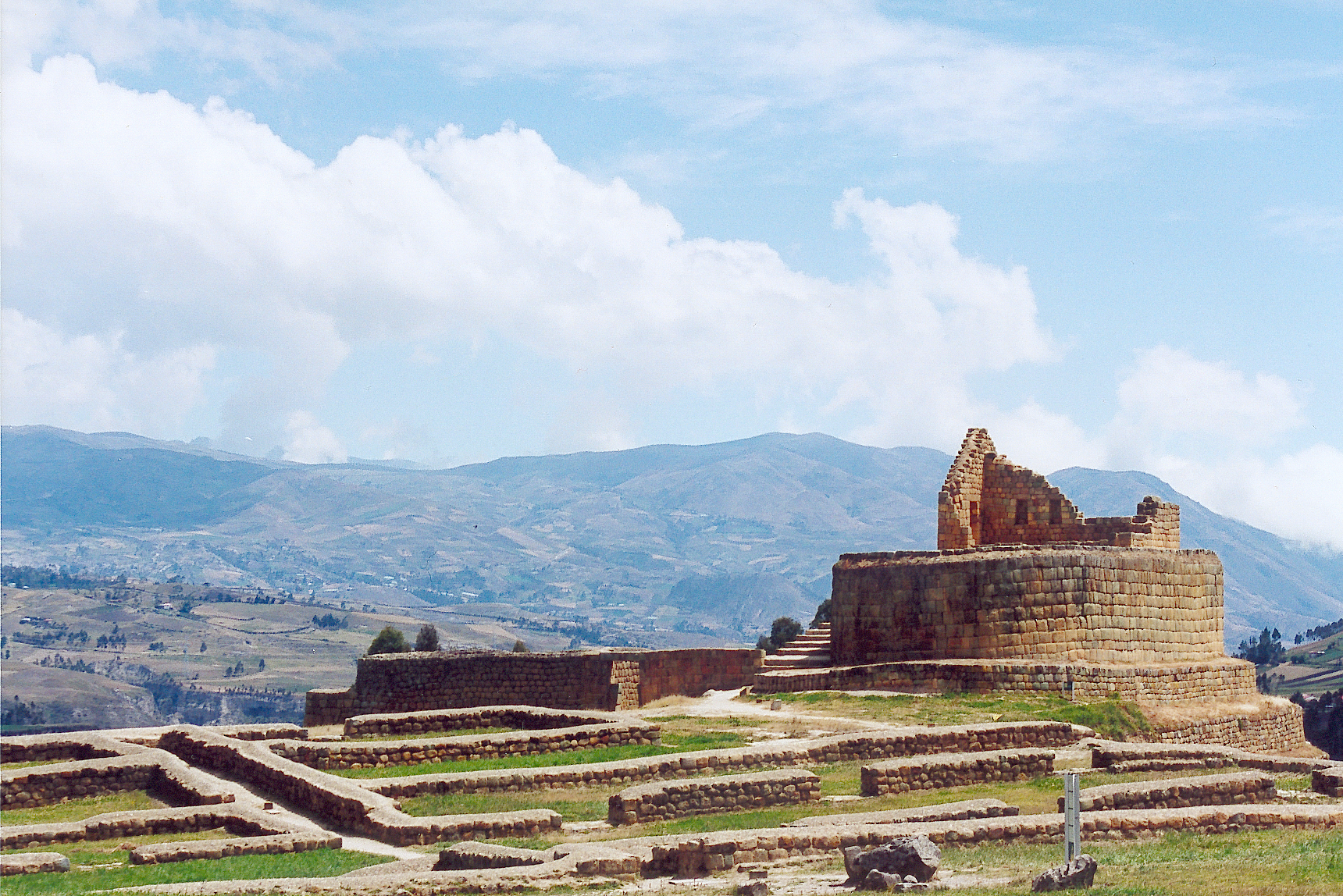
Inka település romjai (Ingapirca, Ecuador)

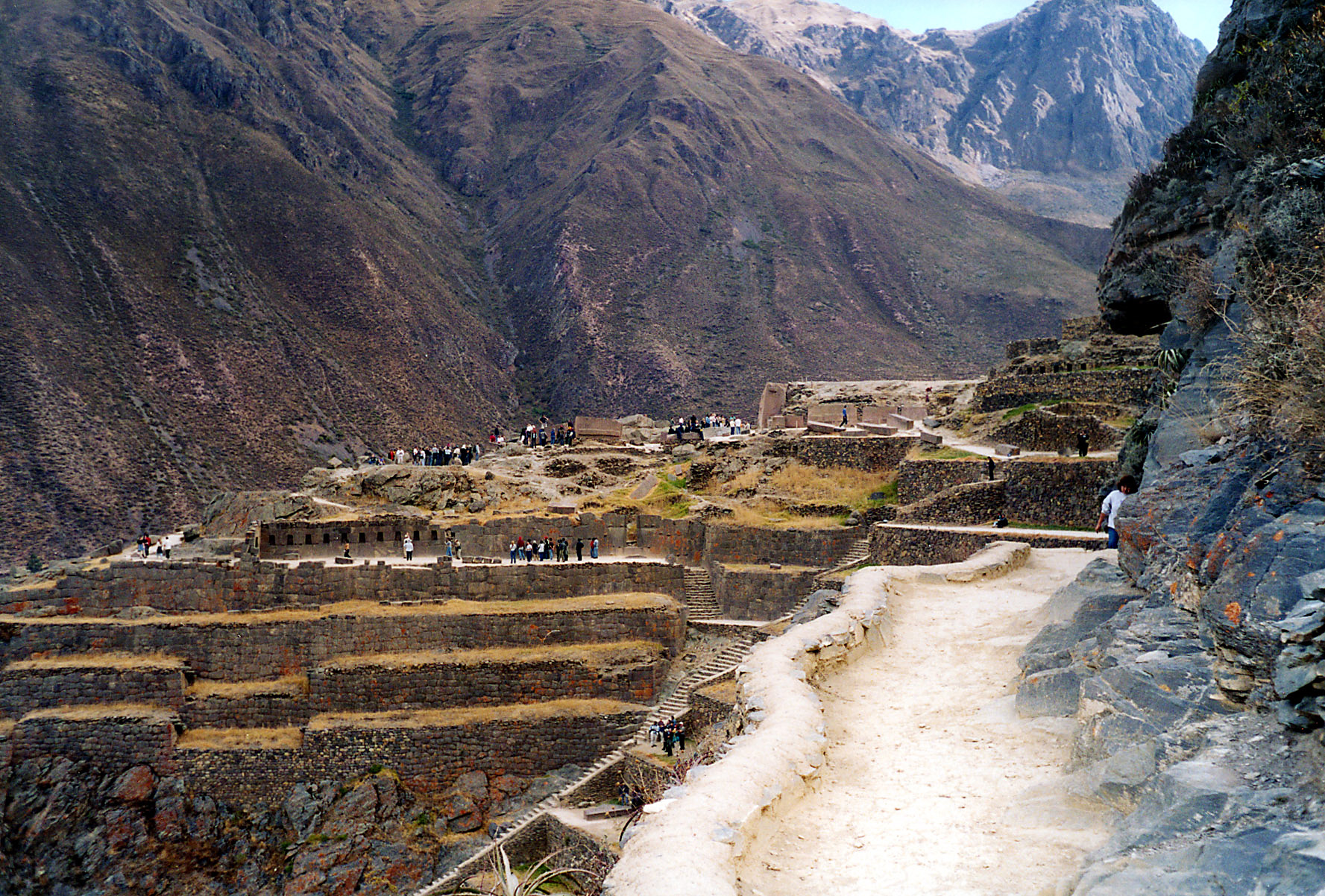
A teraszos földművelést szolgáló inka kőfalak (Ollantaytambo, Peru)

Inka kipu (csomóírás)

Az inkák az Andok völgyében, Cuzco környéken telepedtek le a 10-11. században. Kisszámú törzsi szövetségben élő emberek voltak. A 15. században azonban gyorsan kiterjesztették birodalmuk határait a mai Quitótól Ecuadoron keresztül egészen Közép-Chiléig. A birodalom végpontjai közötti távolság több mint 4500 km volt. Mintegy 12 millió ember élhetett azon a területen, amely felett az inkák uralkodtak. A spanyol hódítás idején az Inka Birodalom volt az amerikai kontinens legnagyobb kiterjedésű állama. Fejlett bányászatuk, kifinomult fémművességük révén hatalmas mennyiségű arany- és ezüsttárgyat halmoztak fel, ami a spanyol hódítók mohóságát azonnal felkeltette. Ilyen hihetetlen gazdag birodalom magas fokú szervezést és adminisztrációs rendszert követelt, és az inkák mindkettőben különlegesen tehetségesek voltak. Ilyen szempontból emlékeztetnek az ókori Rómára. Az Andok térségét négy negyedre osztották fel, amelyet tavantinszujunak hívtak. A negyedekre osztott területet körzetekre és alkörzetekre tagolták, amelyek határai a főváros felé összetartottak, így Cuzco fővárostól sugárszerűen szétágaztak.

#### Úthálózat
Az inka mérnöki tudás versenyzett szervezési tehetségükkel. Az Andok meredek oldalán teraszos földművelést folytattak, amelyet öntözőcsatorna-rendszerrel láttak el, s a birodalmat útrendszerek és hidak kötötték össze. A közlekedésre, szállításra nem használtak kereket és lovakat, útjaikon az áruk szállítását lámaháton oldották meg és hadseregük gyalog közlekedett. Az inkák több mint 21 ezer km hosszú utat építettek és tartották karban. Egy főútvonal a birodalom felföldjein vezetett keresztül, egy másik pedig a part mentén a két területet kötötte össze. Nagy hatásfokú kommunikációs rendszert hoztak létre, amely a gyors hírközlést szolgálta; hírvivők segítségével üzeneteket hoztak-vittek végig a birodalmon keresztül-kasul.  Ahol a terület túl meredek volt a szilárd útburkolat lefektetéséhez, ott az inkák kőlépcsőket alkalmaztak, és kötélhidakkal kötötték össze a járhatatlan szakadékokat vagy a nehezen keresztezhető folyókat. Egynapi út megtétele után az utazók megpihenhettek és ellátást kaphattak az útjuk folytatására.

#### Birodalmi szervezet
Az inkák nem fejlesztettek ki írásrendszert, s mégis említésre méltó szigorú ellenőrzést gyakoroltak a hatalmas birodalom területe felett, alapos nyilvántartási rendszerük segítségével, amelyet a kipu nevű csomóírás tett lehetővé. Az inkák egyaránt használták a kiput naptári és csillagászati megfigyelések nyilvántartására, népszámlálásra, a tartozások és leltárok megállapítására. A spanyolok például megjegyezték, hogy az inka hivatalnokok mindig pontosan tudták, hogy mennyi kukorica vagy gyapjúszövet van raktáron az egész birodalom területén, annak ellenére, hogy nem foglalták írásba. A kiput fonalból készítették, ahol egy főfonalra merőlegesen másik fonalakat erősítettek. Ezeket a fonalakat csomózták, s attól függően, hogy milyen színű fonalra, milyen pozícióba, és milyen fajta csomót kötöttek, valamint a csomó elhelyezése jelezte a számokat és termékek kategóriáit, vajon az emberekről, lámákról vagy éppen termésről volt szó. A tudósok a kipu gyakorlatban való használatának bemutatásával bizonyították, hogy az inkák ismerték a tizedesvesszőt, és értették a nulla fogalmát, valamint 5 tizedesig képesek voltak nyilvántartást vezetni. Az inka népszámláló vagy adószedő könnyen felgöngyölíthette és magával hordhatta a kiput.
Az Inka Birodalomban a különböző meghódított népeket az uralkodó egyfajta etnikai hovatartozáson alapuló kasztrendszerbe rendezte, ahol meghatározta az egyes csoportok feladatait, munkáját, társadalmi helyzetét, de még a hajviseletét, fülbevaló stílusát is. Ugyanakkor birodalmi nyelvként elterjesztette a kecsuát és létrehozta a nyomokban még ma is létező inka közigazgatási rendszert.
Az öltözködést birodalomszerte szigorúan szabályozták. Az inka öltözék, a szövésben használt négyzetrácsos, ismétlődő minták mindig mutatták az egyén politikai-társadalmi helyzetét. Az inka uralkodó tunikájának motívumai például kifejezték az egész birodalom feletti uralmát. Az inkák által meghódított terület lakóinak öltözékében a helyi hagyományok ötvöződtek az összbirodalmi szokásokkal.

#### Machu Picchu

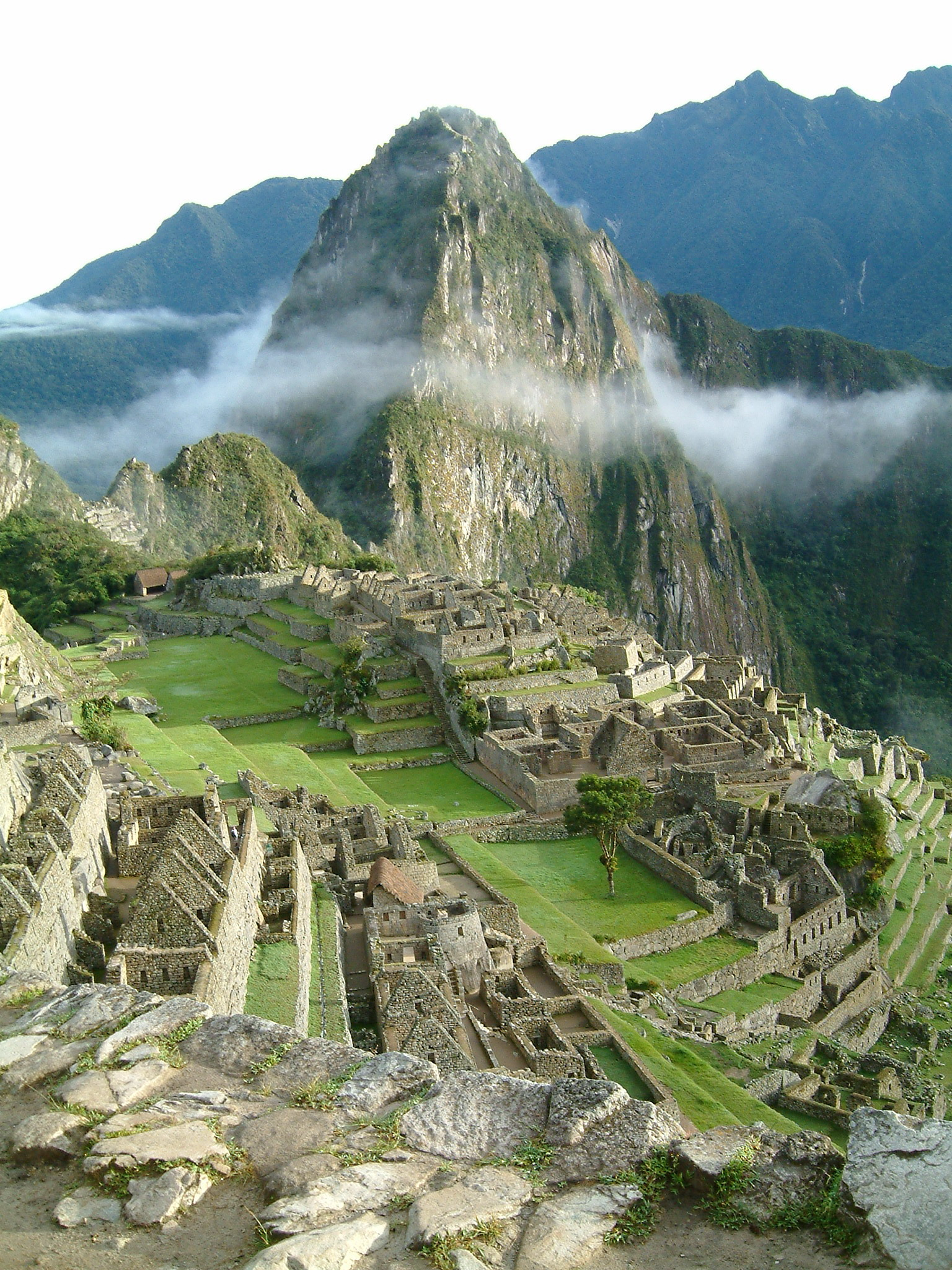
Machu Picchu

A rómaiakhoz hasonlóan az inkák is kiváló építészek voltak. A vályogtégla alkalmazása mellett nagy mesterei voltak a kövek formázásának és azok illesztésének. Olykor lélegzetelállító természeti helyszíneken emelték védelmi szerepet betöltő építményeiket.
A világ egyik félelemmel vegyes bámulatot ébresztő látványa Machu Picchu, az elhagyott inka város, amely két hegycsúcs között a tengerszint felett 2450 m magasságban helyezkedik el. Teljesen láthatatlan az Urubamba folyó völgyéből. A színhely ismeretlen maradt a külvilág számára egészen 1911-ig, amikor Hiram Bingham, az amerikai felfedező rábukkant. Machu Picchu az Andok szívében Cuzcótól északra kb. 115 km-re terül el. A szomszédos városokhoz viszonyítva kicsi (lakossága nem lehetett több ezer főnél), de régészeti jelentősége annál nagyobb, mivel azon ritka helyek közé tartozik, amelyek háborítatlanul fennmaradtak az inkák kora óta.

### Felfedező utak Közép- és Dél-Amerikába
1492- Kolumbusz Kristóf első útja az Újvilágba, ahol a Bahama-szigeteken köt ki, majd továbbhajózik Kuba felé (-1493)
1493- Kolumbusz második útja során felfedezi Dominica, Guadeloupe, Puerto Rico és Jamaica szigeteit (-1496)
1498- Kolumbusz harmadik útja során eléri Trinidadot, majd a venezuelai partoknál kiköt Dél-Amerikában (-1500)
1499- Alonso de Ojeda hajójával eléri Guyana és Venezuela partjait
1499- Vicente Yanez Pinzón felderíti a guyanai és a brazil partokat, s felfedezi az Amazonas torkolatát és Tobago szigetét(-1500)
1500- Alvarez Cabral elsodródik Brazília partjaihoz és a portugál korona birtokába veszi a területet, majd folytatja útját és a Jóreménység-fokát megkerülve Indiába hajózik
1501- Amerigo Vespucci expedíciója Brazília és Patagónia partjainál (-1502)
1502- Kolumbusz negyedik, egyben utolsó útján Közép-Amerika és a Karib-tenger partjait hajózza végig (-1504)
1513- Vasco Núñez de Balboa a Panama-földszoros vidékének felfedezése során átkelt a szárazföldön és először pillantja meg a Csendes-óceánt, melyet Déli-tengernek nevez
1513- Juan Ponce de León, Puerto Ricóból észak felé hajózik, ott felfedezi a Golf-áramlatot, és kiköt Florida partjainál
1516- Juan Díaz de Solís felfedezi a La Plata folyót
1517- Hernandez de Córdoba a Yucatán-félszigeten maja romvárosokat talál
1519- Hernán Cortés meghódítja Mexikót (-1521)
1520- Magellán dél felé követi Dél-Amerika partjait, és egy szoroson átvágva a Tűzföldtől északra kiér a Csendes-óceánra
1524- Francisco Pizarro Dél-Amerika nyugati partja mentén hajójával felderítő utakra indul (-1527)
1525- Cortez Honduras felé tart katonáival
1527- Cortez expedíciót küld Mexikóból a Fülöp-szigetekre
1531- Diego de Ordás az Amazonas és az Orinoco vízrendszerét deríti fel. Az ekkor felfedezett Guyana azonban sokáig nem érdekelte a spanyolokat.
1532- Pizarro meghódítja Perut, majd leigázza az Inka birodalmat (-1533)
1535- Pedro de Mendoza az „Aranyország” (Eldorádó) után kutatva, argentin területekre jut. 1536-ban megalapítja Buenos Airest. Arany és ezüst híján, s az ellenséges indiánoktól körülvéve a spanyolok azonban hamar elhagyják a partvidéket és a várost, melynek újraalapítására 1580-ban kerül sor.
1535- Diego d'Almagro két évig tartó útja az Andokon át Közép-Chilébe –1537
1538 Gonzalo Jiménez Quesada megalapítja Új-Granadát, melynek székhelye Bogota lett
1540- Chile rendszeres meghódítása Pedro de Valdivia nevéhez fűződik, aki megalapította Santiago (1541), Concepción (1550) és Valdivia (1552) városokat. Az indián őslakossággal azonban évszázadokig tartó háborúskodás kezdődött, innen az „indiai Flandria” elnevezés
1540- Francisco Vasquez de Coronado expedíciót indít Mexikóból Arizóna és Új-Mexikó területére
1540- Francisco de Orellana Ecuadorból a Napo folyón hajózva eléri az Amazonast és végig evez az Atlanti-óceánig (-1542)

## Gyarmatosítás
A Spanyol hódítók megérkezésével a kialakult kasztrendszer talán még jobban rögzült, és egy újabb meghatározó elem keveredett a már eddig is érdekes kavalkádhoz, a katolicizmus. A katolicizmust szinkretikusan beépítő indián kultúra elég erős ahhoz, hogy a külső felületen kereszténynek látszó hitvilágukat a mai napig őrizzék. Az Andok mai katolikus vallási szokásaiban, ünnepeiben mindenütt fellelhetők az ősi (olykor inka idők előtti) tradíciók, érdekes keveréket képezve, a két (hit)-világ határán.
A számunkra ma tradicionális öltözékként ismert ruházatok, területi sajátosságok nagyban köszönhetők a spanyol Alkirályi, (Francisco de Toledo) intézkedéseknek. Betiltották az őshonos identitás legfontosabb elemeit, a rituálékban, és az öltözködésben. Az alkirály ugyanakkor elrendelte, hogy az indián falvakban olyan viseletet hordjanak, ami nem emlékeztet az Inka Birodalom idejére, viszont megkülönbözteti az egyes vidékeket. Így terjedt el a poncsó, a füles sapka, a kalap és a bő szoknya.